# Hangaragi, Bijapur
Hangaragi là một làng thuộc tehsil Bijapur, huyện Bijapur, bang Karnataka, Ấn Độ.